# Robert Huth
Robert Huth, född 18 augusti 1984 i Östberlin, är en tysk före detta fotbollsspelare.

## Karriär
Robert Huth gick som 17-åring till Chelsea. Hans A-landslagsdebut ägde rum mot Österrike den 18 augusti 2004 (3-1). Huth är en stor och kraftig mittback som tillför tyngd till mittförsvaret. Huth har spelat lite för Chelsea då klubben har stor konkurrens på mittbacksplatsern och Huth är en utpräglad mittback och kan egentligen inte användas som till exempel ytterback. 
Huth deltog i Fifa Confederations Cup 2005 och spelade trots stundtals frän kritik från bland annat massmedia samtliga matcher och växte ju längre turneringen led. I bronsmatchen gjorde Huth sitt första landslagsmål. Under turneringen var det tydligt hur Huth växt fram som nu kultfigur då publiken skanderade "Huth, Huth, Huth". Under Premier League säsongen 2015/16 bildade han ett framgångsrikt mittbackspar med kollegan Wes Morgan. Leicester vann serien det året.
I januari 2019 avslutade Huth sin karriär.

## Meriter
- Premier League 2005, 2006, 2016
- Fifa Confederations Cup 2005

### Tredje Plats
- Confederations Cup 2005
- VM 2006